# ادمزتون، شهرستان وکسفورد
ادمزتون، وکسفورد بخش (به انگلیسی: Adamstown, County Wexford) در ایرلند است که در شهرستان وکسفورد واقع شده‌است.

## خصوصیات
ادمزتون ۱۷۳ نفر جمعیت دارد و ۴۸ متر بالاتر از سطح دریا واقع شده‌است.